# Saeb Erekat
Saeb Muhammad Salih Erekat (también escrito Erikat, Erakat o Arekat; en árabe: صائب عريقات‎: Ṣā'ib ʻUrayqāt o ʻRēqāt; Abu Dis, 28 de abril de 1955-Jerusalén, 10 de noviembre de 2020) fue un diplomático palestino que desde 2015 ocupó el cargo de secretario general de la Organización para la Liberación de Palestina (OLP). Como diplomático, negoció los Acuerdos de Oslo con Israel y se mantuvo como negociador principal desde 1995 hasta mayo de 2003, cuando dimitió como medida de protesta contra el gobierno palestino. Tras reconciliarse con el partido, fue devuelto al cargo en septiembre de 2003 y continuó en él hasta su muerte.
Entre sus mayores éxitos diplomáticos figuran el reconocimiento de Palestina como Estado observador no miembro de la ONU, así como el ingreso de Palestina en organismos internacionales como la Corte Penal Internacional o la UNESCO. Como líder de la diplomacia palestina, fue una figura clave en todos los intentos de avanzar en el proceso de paz del conflicto palestino-israelí, desde los Acuerdos de Oslo de 1993 hasta la ronda de conversaciones impulsada por Barack Obama en 2014, pasando por la Cumbre de Camp David (2000) o la Conferencia de Annapolis (2007). Tras haberse convertido en una de las figuras más visibles de la causa palestina en el resto del mundo, falleció por COVID-19 el 10 de noviembre de 2020.

## Educación y vida personal
Saeb Erekat nació el 28 de abril de 1955 en la localidad palestina de Abu Dis, por aquella época bajo ocupación jordana. Miembro de la rama palestina de la familia Erekat, a su vez parte de la confederación tribal de los Howeitat. Saeb fue el sexto de siete hermanos y hermanas, todos ellos viviendo fuera de Israel o Palestina excepto él. Su padre, Mohamed, fue un hombre de negocios que vivió en los EE. UU. y fundó una empresa de autobuses al volver a Palestina, pero quedó arruinado por la guerra de los Seis Días de 1967. En 1968 fue arrestado por primera vez a la edad de trece años. Un primo (Nasr Erekat) murió durante la "Intifada de los presos" de 1997-1998, mientras que un sobrino suyo (Mazen Aribe) murió por disparos de soldados israelíes cuando presuntamente abrió fuego sobre un puesto de control. Estaba casado, tenía cuatro hijos (Dalal, Alí, Salam y Mohamed) y seis nietos, y residía en Jericó.
El 8 de mayo de 2012 fue hospitalizado en Ramala tras sufrir un infarto. Afectado también de una fibrosis pulmonar aguda, en 2017 ingresó en las listas de espera para un trasplante de pulmón tanto en Israel como en EE. UU., país donde fue finalmente operado.
En octubre de 2020, Saeb Erekat comunicó que había contraído COVID-19. Aunque al principio permaneció en casa atendido por su hija, su situación se deterioró rápidamente y el 18 de octubre ingresó en un hospital de Jerusalén. El 19 de octubre se informaba de que su condición era seria pero estable, y que estaba recibiendo oxígeno. Poco después, el propio hospital definió su situación como "crítica", informó de que se la había inducido un coma y que se le había proporcionado un respirador artificial. La situación médica de Erekat se vio agravada debido a sus problemas pulmonares previos. Una serie de diputados israelíes protestaron por el ingreso de Erekat en un hospital de Jerusalén y alegaron que se le debía negar el tratamiento hasta que se obtuviesen una serie de concesiones. Tras permanecer casi tres semanas en coma inducido y con respirador artificial, falleció el 10 de noviembre de 2020 en el hospital Hadasah de Ein Karem, en Jerusalén. El presidente palestino Mahmoud Abbas declaró tres días de luto oficial tras su muerte.

## Carrera
Obtuvo un título de grado y un máster en ciencias políticas por la Universidad Estatal de San Francisco, en los Estados Unidos, y completó su doctorado en "estudios sobre paz y conflicto" en la Universidad de Bradford, en Inglaterra. Su tesis doctoral estudió el papel de la OPEC en el conflicto árabe-israelí. Una vez obtenido su doctorado, Erekat regresó a la ciudad palestina de Nablus, en Cisjordania, donde trabajó como profesor de ciencias políticas en la Universidad Nacional An-Najah hasta la Conferencia de Paz de Madrid en 1991, momento desde el cual se mantuvo en excedencia. También ha trabajado durante doce años en el equipo editorial del popular diario palestino Al-Quds.

### Política
Erekat defendió ya desde los años ochenta una solución pacífica para el conflicto palestino-israelí. En junio de 1986, el ejército israelí asaltó su oficina y encontró una carta en la que explicaba a otros miembros de la Universidad An-Najah en el extranjero que los palestinos debían "aguantar, rechazar y resistir". Fue juzgado y condenado por incitar a la rebelión e imprimir literatura prohibida, y su apelación a la Corte Suprema de Israel fue rechazada bajo el argumento de que "no hay libertad de expresión en los territorios". Durante la guerra del Golfo en 1990, Erekat señaló la rapidez con la que EE. UU. había reaccionado tras la ocupación iraquí de Kuwait cuando se cumplían 23 años de ocupación israelí de Palestina.

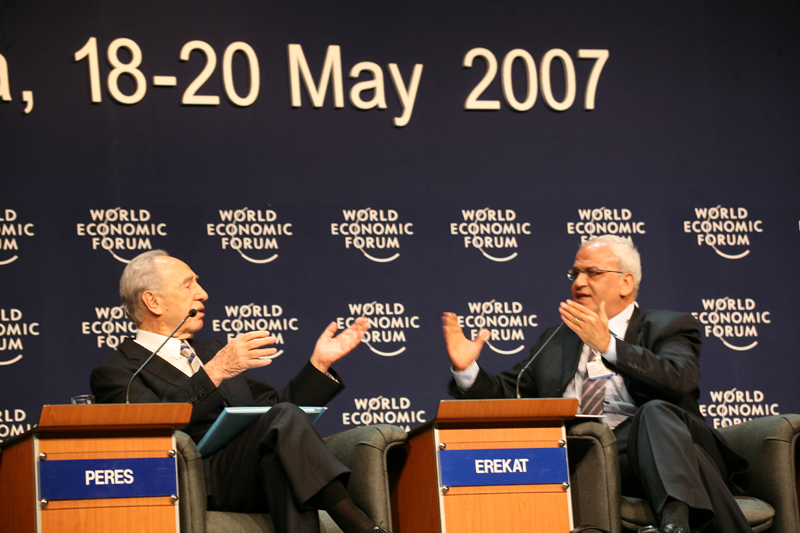
Saeb Erekat con Shimon Peres, Presidente de Israel (2007)

En 1991, Erekat fue el segundo de la misión diplomática palestina en la Conferencia de Paz de Madrid (lideradas por Haidar Abdel Shafi) y en las charlas de seguimiento de Washington en 1992 y 1993. Sin embargo, en 1993 dimitió junto con Hanan Ashrawi y Faisal Husseini por lo improductivas que resultaban esas charlas. Más tarde, en 1994, fue nombrado ministro para el Gobierno Local por la Autoridad Nacional Palestina (cargo que retendría hasta 2003) así como presidente de la delegación palestina en las negociaciones de paz. En 1995, Erekat ejerció como el principal negociador de los palestinos durante los Acuerdos de Oslo y se tornó la cara visible de la causa palestina en occidente, hasta el punto de que fue el dignatario extranjero que más veces apareció en el canal estadounidense CNN en los años noventa. Fue elegido por Jericó para el Consejo Legislativo Palestino en 1996. Posteriormente, sería el negociador en jefe palestino en el memorando de Wye River (1998) y en la fallida cumbre de Camp David (2000).

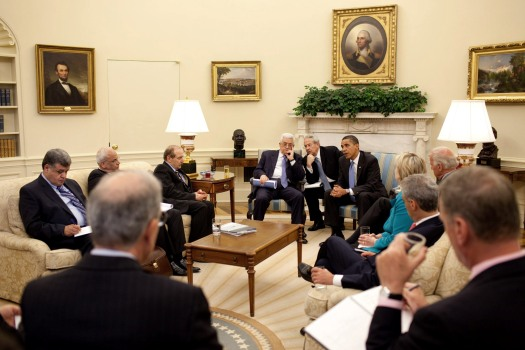
Saeb Erekat, entre Barack Obama y Mahmoud Abbas (2009).

Como político, Erekat siempre fue considerado un fiel a Yasir Arafat, incluido durante la cumbre de Camp David del año 2000 y las negociaciones de Taba del 2001. Saeb Erekat fue también, junto con Arafat y Faisal Husseini, uno de los tres líderes palestinos que exigieron que Ariel Sharon no visitara la Mezquita de Al-Aqsa en septiembre del año 2000, acontecimiento que acabó desembocando en la Segunda Intifada. Además, en ocasiones actuó como intérprete de Yasir Arafat en lengua inglesa, habiendo sido incluso parodiado por sus traducciones creativas en las que introducía más sus propias opiniones que las de su líder. Cuando Mahmoud Abbas fue nominado como primer ministro del Consejo Legislativo Palestino a comienzos del año 2003, Erekat fue seleccionado para ministro de Negociaciones en el nuevo gabinete, pero poco después dimitió tras ser excluido de una delegación que había de reunirse con el primer ministro israelí Ariel Sharon. Este acontecimiento se interpretó como parte de una lucha de poder interna entre Abbas y Arafat. Erekat fue posteriormente reinstaurado en su puesto y participó en la Conferencia de Annapolis de 2007, donde se impuso a Ahmed Qurei y ayudó a conseguir una declaración conjunta. En las elecciones parlamentarias de 2006, y sobre todo gracias a su fama de incorruptible, retuvo su escaño por la ciudad de Jericó en unas elecciones en las que su partido, Fatah, se vio barrido por el auge de Hamás y obtuvo tan solo 45 de los 132 escaños en disputa. Tras esta derrota, Erekat argumentó sin éxito a favor de que Fatah se mantuviese fuera de un gobierno de unidad con Hamás, arguyendo que la alternancia política es necesaria en una democracia funcional.

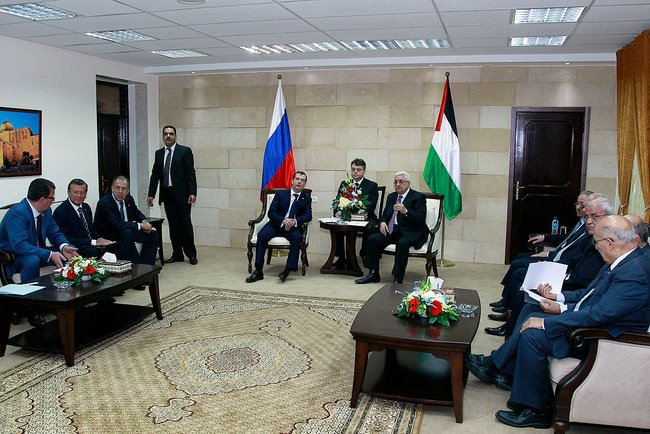
Saeb Erekat con Dmitri Medvédev, ex primer ministro de Rusia (2011).

Fue elegido para el Comité Central de Fatah en 2009 y reelegido en 2015. El 12 de febrero de 2011, Saeb Erekat dimitió de su puesto como negociador jefe por la aparición de los llamados Papeles de Palestina (la filtración de unos 1600 documentos confidenciales de la OLP, que algún miembro de su equipo descargó de su ordenador y entregó a la cadena catarí Al-Jazeera). Sin embargo, continuó de manera extraoficial en el cargo hasta que el 17 de febrero de 2017 fue oficialmente reinstaurado en él por el Comité Central de Fatah. Durante 2013 lideró al equipo de negociadores palestinos que entablaron conversaciones de paz durante nueve meses con la mediación del secretario de Estado de los Estados Unidos John Kerry. En 2015 fue elegido por Mahmoud Abbas como secretario general de la Organización para la Liberación de Palestina, lo que podría indicar la voluntad de este de colocar a Saeb Erekat en su línea de sucesión. Sin embargo, Erekat se ha desmarcado oficialmente de una futura presidencia palestina, apoyando públicamente una hipotética nominación de Marwan Barghouti. Entre sus mayores éxitos diplomáticos figuran el reconocimiento de Palestina como Estado observador no miembro de la ONU (y, por lo tanto, su reconocimiento implícito como Estado), así como el ingreso de Palestina en organismos internacionales como la Corte Penal Internacional o la UNESCO.

### Opiniones

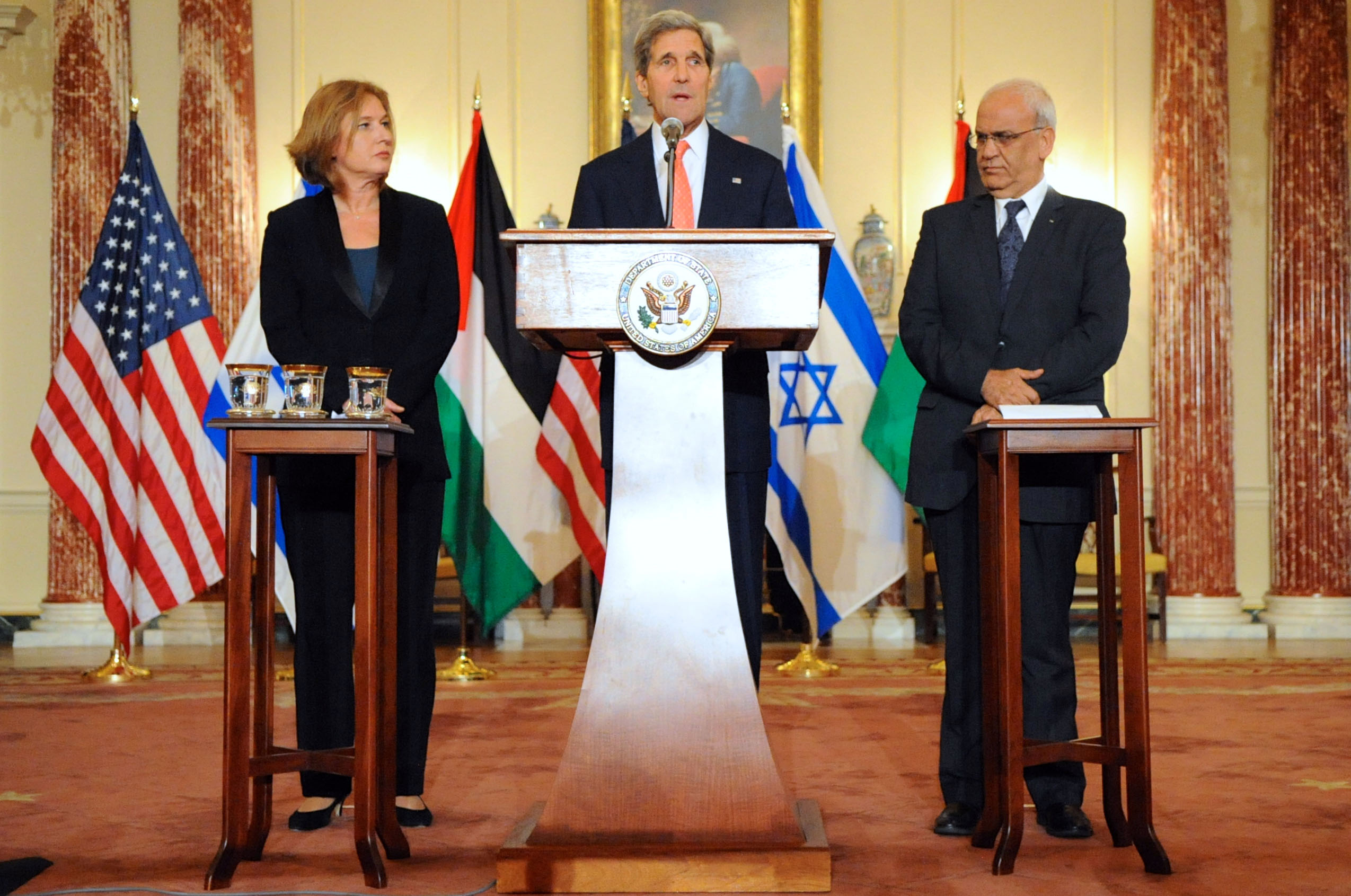
Saeb Erekat, con el secretario de Estado de los EE. UU. John Kerry y la ministra de Justicia de Israel Tzipi Livni (2013)

Erekat fue uno de los principales portavoces palestinos en los medios de comunicación occidentales. Durante la Segunda Intifada, criticó duramente las acciones israelíes y, junto con otras fuentes, catalogó el ataque israelí sobre el campo de refugiados de Yenín en 2002 de "masacre" y "crimen de guerra", alegando que Israel había matado a más de quinientos palestinos en dicho campamento de refugiados. Cuando los combates terminaron y se hizo el recuento de víctimas, y del lado palestino se contaron entre cincuenta y tres y cincuenta y seis muertos, Erekat hubo de afrontar críticas en Estados Unidos.
Por otra parte, Erekat comparó la alternativa de un solo Estado que englobase las actuales Israel y Palestina con el apartheid sudafricano, en el que una mayoría demográfica se encontraría con menos derechos que una minoría en el poder. En cuanto al histórico pacto nuclear entre Irán y los EE. UU., Saeb Erekat lo calificó como "un buen modelo, un buen acuerdo" y lo puso como ejemplo para unas futuras negociaciones de paz entre Israel y Palestina, argumentando que "el mundo no necesita más guerras".
En un artículo escrito para el diario El País, Saeb Erekat afirmó sobre el futuro de las negociaciones de pazː

"Habiendo intervenido en los sucesivos procesos de negociación, desde la conferencia de Madrid en 1991 hasta los frustrados nueve meses gestiones del secretario de Estado de EE UU, John Kerry, entiendo que nada ha de moverse a menos de que la comunidad internacional asuma su responsabilidad. No puede ser que Europa condene las colonias pero no prohíba el ingreso de sus productos en sus mercados. No puede ser que se siga garantizando impunidad a quienes cometen crímenes contra de nuestro pueblo bajo la ocupación. Claramente hay mucho por hacer, y reconocer a Palestina, aunque tarde, es un paso en la dirección correcta."

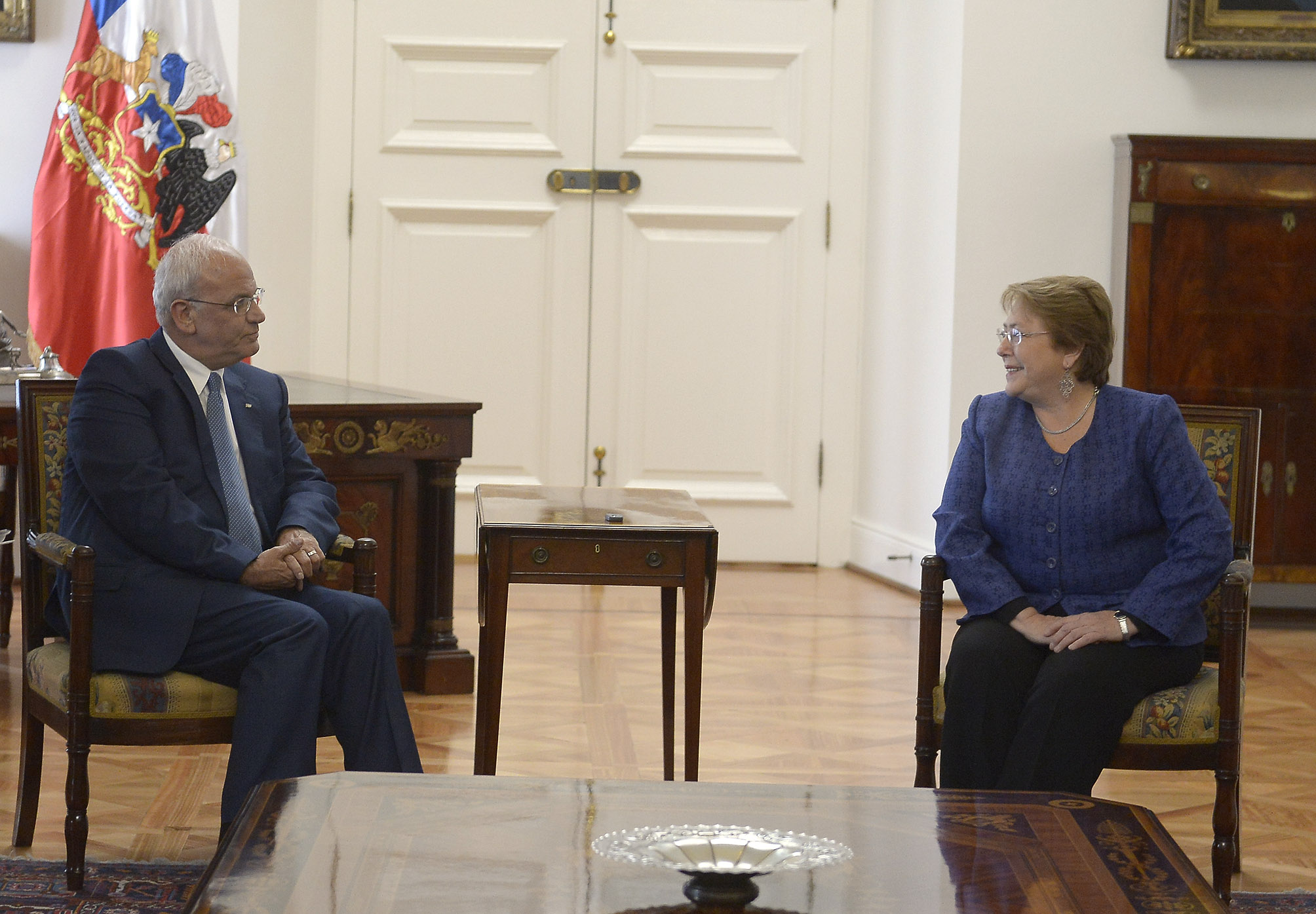
Saeb Erekat con Michelle Bachelet, presidenta de Chile (2015)

Ante la voluntad del primer ministro israelí Ehud Olmert de fijar las fronteras de Israel con el muro de separación de Cisjordania, Saeb Erekat afirmóː "Israel no puede determinar mis fronteras dictándome cuáles deben ser. Eso solo prolongará el conflicto más que resolverlo". También criticó la pasividad del gobierno Trump ante la expansión de los asentamientos israelíes, afirmando que el gobierno de Israel estaba interpretando el silencio estadounidense como una "carta blanca" para desechar el objetivo de los dos Estados y centrarse en el de un solo Estado con un régimen de apartheid.

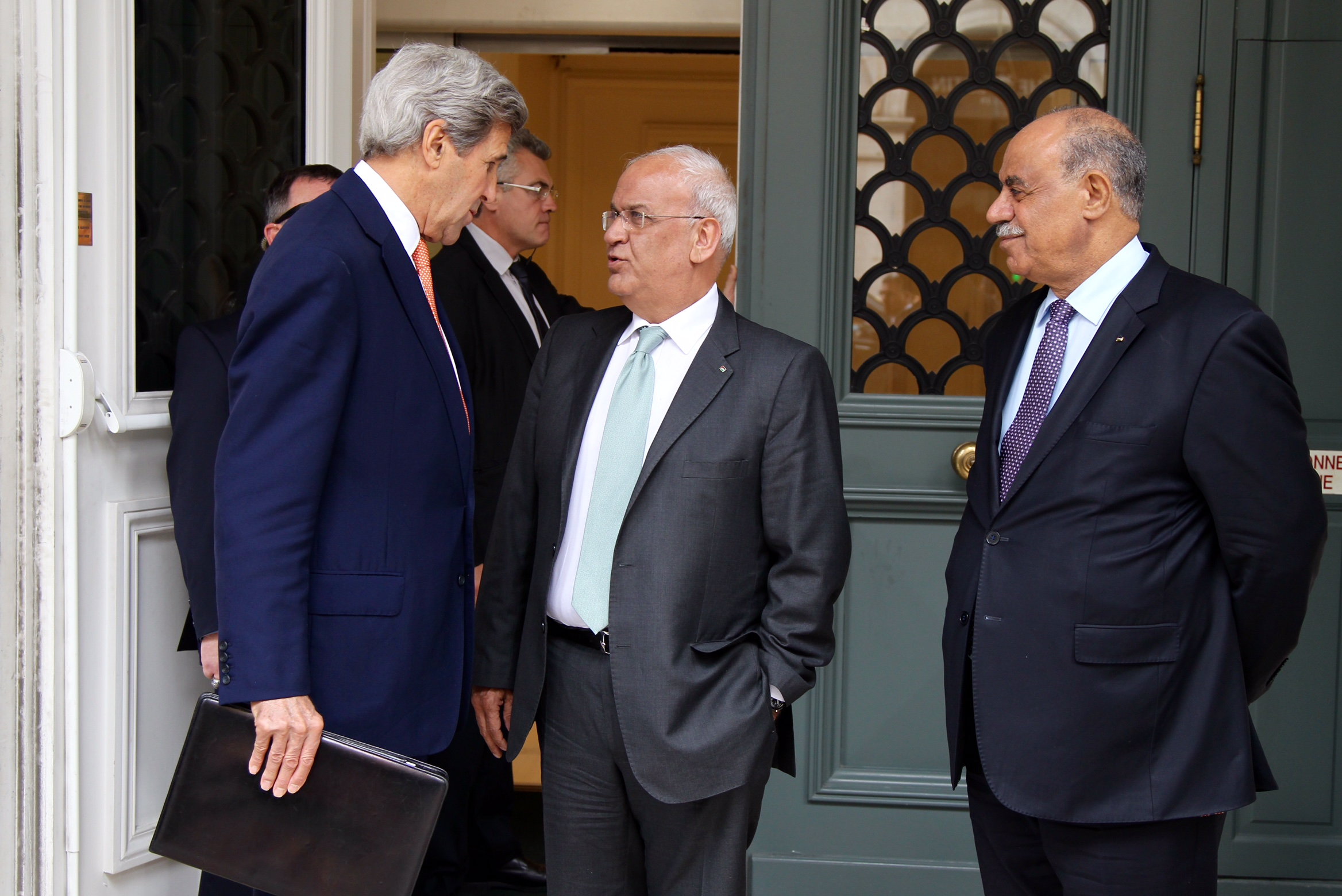
Saeb Erekat con John Kerry (2016)

Ha descrito la propuesta de paz de la Liga Árabe (reconocimiento completo de Israel por parte de los países árabes a cambio de la retirada israelí de los territorios ocupados en Palestina y Siria) como la iniciativa árabe más importante desde 1948, urgiendo a Israel a aceptar sus términos. Por su parte, es un defensor de la idea de que la religión permanezca fuera de la política y dentro del ámbito del individuo.
En una entrevista con la BBC en 2003, ante la pregunta de cuáles habían sido los principales errores de ambos bandos tras los Acuerdos de Oslo, Saeb Erekat citó la frase de Isaac Rabin en la que afirmaba que en las negociaciones de paz "no hay fechas sagradas" para explicar el retraso israelí en el cumplimiento de lo pactado (la retirada israelí de Jericó y la Franja de Gaza). Por su parte, explicó que el mayor error palestino fue no preparar a su pueblo para los sacrificios que exigiría dicho acuerdo de paz, prefiriendo en su lugar decirles solo lo que querían oír.
Tras la decisión de la administración Trump de reconocer a Jerusalén como capital de Israel en diciembre de 2017, Saeb Erekat declaró que "la solución de dos Estados está muerta. Ahora es el momento de transformar la lucha hacia un solo Estado con igualdad de derechos para todos los que viven en la Palestina histórica, desde el río hasta el mar". En cuanto al plan de paz de Trump, Erekat afirmó en The Washington Post que "los Estados Unidos están demostrando una vez más que son parte del problema".

#### Opiniones sobre él
El negociador en jefe israelí durante los Acuerdos de Oslo, Uri Savir, lo describe como 

"un hombre brillante. Un hombre valiente. Un hombre de paz, muy moderado, con una crítica normal hacia la ocupación", añadiendo que le caracterizan "un talento poco común para la negociación, una asombrosa habilidad para formular las líneas precisas que son necesarias para un documento legal -en esto no hay nadie que lo supere- y una extremadamente rara capacidad para representar a su líder, que fue Yasir Arafat, y presentarle los asuntos a él".

Su homónimo del lado israelí durante el gobierno de Ehud Barak, Gilead Sher, lo describió de la siguiente maneraː 

"Erekat es un hombre de paz, un demócrata y un liberal que cree que la paz tiene que ser hecha entre personas, no entre gobiernos. Es un negociador experimentado, duro y astuto, con una memoria fenomenal. No duda en levantar la voz o dar un pisotón cuando es necesario. Cuando intenta retrasar (las negociaciones), puede ser la persona más meticulosa, puntillosa e incluso irritante; pero cuando intenta avanzar, pasa de largo sobre todas las minas que él mismo había dejado".

Hanan Ashrawi, otra importante negociadora palestina que participó con Erekat en la Conferencia de Madrid de 1991, dijo de él: 

“además de perseguir una paz justa, mantuvo un firme compromiso con la libertad y los derechos humanos de los palestinos”.

Por su parte, Tzipi Livni, una importante negociadora y exministra israelí que compartió numerosas rondas de negociaciones con Erekat, dijo a su muerte: 

“Le vamos a echar de menos. Él siempre decía que su destino era alcanzar la paz. (...) Cuando ya estaba enfermo, me envió este mensaje: 'No he acabado la misión para la que he nacido”.

Otro negociador y exministro israelí, Yossi Beilin, declaró que Erekat

"siempre ha estado contra el uso de la violencia. Él defendía otros medios de imponer presión sobre Israel -medios diplomáticos- pero se mostró completamente opuesto a la Segunda Intifada e hizo todo lo que pudo para tender puentes entre israelíes y palestinos. (...) Era un negociador duro, de eso no hay duda, pero hay una gran diferencia entre alguien que no quiere llegar a un acuerdo y permanece terco en todos los aspectos y alguien que quiere llegar a un acuerdo y que ejerce presión para defender sus propios puntos de vista".